# Aleksandrs Samoilovs
Aleksandrs Samoilovs (Riga, 6 aprile 1985) è un giocatore di beach volley lettone.

## Biografia
Ha debuttato nel circuito professionistico internazionale il 20 luglio 2005 a Stare Jabłonki, in Polonia, in coppia con Mārtiņš Pļaviņš piazzandosi in 25ª posizione. Il 26 maggio 2013 ha ottenuto la sua prima vittoria in una tappa del World tour a Corrientes, in Argentina, insieme a Jānis Šmēdiņš.
Ha preso parte a due edizioni dei Giochi olimpici, classificandosi al nono posto in entrambe le occasioni: a Pechino 2008 con Mārtiņš Pļaviņš ed a Londra 2012 con Ruslans Sorokins.
Ha partecipato altresì a quattro edizioni dei campionati mondiali, ottenendo come miglior risultato la nona posizione in due occasioni: a Stavanger 2009 con Ruslans Sorokins ed a Stare Jabłonki 2013 con Jānis Šmēdiņš.
Nei campionati iridati juniores ha conquistato una medaglia d'oro a Rio de Janeiro 2005 insieme a Mārtiņš Pļaviņš.
A livello europeo, sempre nelle categorie giovanili, può vantare una medaglia d'oro nella categoria juniores a Capodistria 2004 nonché un'altra d'oro ed una di bronzo in quella under-23: rispettivamente a Mysłowice 2005 ed a Sankt Pölten 2006, in tutte e tre le occasioni insieme a Mārtiņš Pļaviņš.

## Palmarès

### Campionati mondiali juniores
- 1 oro: a Rio de Janeiro 2005

### Campionati europei
- 1 oro: a Klagenfurt 2015
- 2 argenti: a Klagenfurt 2013 e Quartu Sant'Elena 2014

### Campionati europei under-23
- 1 oro: a Mysłowice 2005
- 1 bronzo: a Sankt Pölten 2006

### Campionati europei juniores
- 1 oro: a Capodistria 2004

### World tour
- 4 podi: 1 primo posto e 3 secondi posti

#### World tour - vittorie
| Data           | Località   | Nazione   | in coppia con |
| -------------- | ---------- | --------- | ------------- |
| 26 maggio 2013 | Corrientes | Argentina | Jānis Šmēdiņš |